# Baltische Fußballmeisterschaft 1926/27
Die baltische Fußballmeisterschaft 1926/27 des Baltischen Sport-Verbandes gewann der Stettiner FC Titania im Endrundenturnier mit einem Punkt Vorsprung vor dem VfB Königsberg. Dies war nach 1920 der zweite Gewinn der baltischen Fußballmeisterschaft für die Stettiner, die sich dadurch für die deutsche Fußballmeisterschaft 1926/27 qualifizierten. Dort schied Titania bereits im Achtelfinale nach einer deutlichen 1:9-Auswärtsniederlage gegen Holstein Kiel aus. Der VfB Königsberg war als baltischer Vizemeister ebenfalls für die deutsche Fußballmeisterschaft qualifiziert, schied aber ebenfalls bereits im Achtelfinale aus. Gegen den späteren Finalisten Hertha BSC setzte es eine knappe 1:2-Niederlage.

## Modus und Übersicht
Die Vereine im Baltische Rasen- und Wintersport-Verband waren in der Saison 1926/27 erneut in drei Kreise eingeteilt, die Kreismeister und die Vizemeister qualifizierten sich für die Endrunde um die baltische Fußballmeisterschaft. In Ostpreußen wurde eine oberste eingleisige Liga eingeführt. In Pommern gab es erneut so genannte Abteilungen, die teilweise aus mehreren Bezirken bestanden.
| Kreis      | Kreismeister     | Kreisvizemeister              |
| ---------- | ---------------- | ----------------------------- |
| Ostpreußen | VfB Königsberg   | SV Prussia-Samland Königsberg |
| Danzig     | SV Neufahrwasser | SV Schutzpolizei Danzig       |
| Pommern    | Stettiner SC     | Stettiner FC Titania          |

## Kreis I Ostpreußen
In Ostpreußen wurde die Ostpreußenliga als oberste Liga eingeführt, die bisher erstklassigen Bezirksligen waren fortan die zweite Klasse. Mit Einführung der Ostpreußenliga wurde zur Ermittlung der Teilnehmer in der Spielzeit 1925/26 sogenannte Bezirkspokale (allerdings im Rundenturnier) ausgespielt. Die drei Sieger dieser Bezirke waren mit den zwei besten Königsberger Vereinen für die oberste Liga qualifiziert. Die Zweitplatzierten der Bezirkspokale durften an der diesjährigen Relegationsrunde zur Ermittlung des Aufsteigers teilnehmen.
| Pl. | Verein                        | Sp. | S | U | N | Tore    | Quote | Punkte |
| --- | ----------------------------- | --- | - | - | - | ------- | ----- | ------ |
| 1.  | VfB Königsberg (BM) (M)       | 8   | 6 | 0 | 2 | 030:400 | 7,50  | 12:40  |
| 2.  | SV Prussia-Samland Königsberg | 8   | 4 | 2 | 2 | 010:150 | 0,67  | 10:60  |
| 3.  | SV Viktoria Allenstein        | 8   | 3 | 2 | 3 | 022:230 | 0,96  | 08:80  |
| 4.  | SpVgg Memel                   | 8   | 1 | 3 | 4 | 011:250 | 0,44  | 05:11  |
| 5.  | Rastenburger SV               | 8   | 2 | 1 | 5 | 008:140 | 0,57  | 05:11  |

| (BM) | baltischer Titelverteidiger       |
| (M)  | Titelverteidiger Kreis Ostpreußen |

Entscheidungsspiel Platz 4:
| Datum            |             | Ergebnis |                 | Ort    |
| ---------------- | ----------- | -------- | --------------- | ------ |
| 27. Februar 1927 | SpVgg Memel | 3:0      | Rastenburger SV | Tilsit |

Relegationsrunde:
| Pl. | Verein                                                                             | Sp. | S | U | N | Tore    | Quote | Punkte |
| --- | ---------------------------------------------------------------------------------- | --- | - | - | - | ------- | ----- | ------ |
| 1.  | SV Rasensport-Preußen Königsberg (Drittplatzierter Bezirksliga Königsberg 1925/26) | 4   | 3 | 1 | 0 | 013:800 | 1,63  | 07:10  |
| 2.  | Rastenburger SV (Letztplatzierter Ostpreußenliga)                                  | 4   | 2 | 2 | 0 | 005:300 | 1,67  | 06:20  |
| 3.  | SV Insterburg (Zweitplatzierter Bezirkspokal Ost)                                  | 4   | 2 | 0 | 2 | 012:600 | 2,00  | 04:40  |
| 4.  | SV Viktoria Elbing (Zweitplatzierter Bezirkspokal West)                            | 4   | 1 | 0 | 3 | 005:100 | 0,50  | 02:60  |
| 5.  | SV Hindenburg Rastenburg (Zweitplatzierter Bezirkspokal Süd)                       | 4   | 0 | 1 | 3 | 005:130 | 0,38  | 01:70  |

## Kreis II Danzig
| Pl. | Verein                  | Sp. | S | U | N  | Tore    | Quote | Punkte |
| --- | ----------------------- | --- | - | - | -- | ------- | ----- | ------ |
| 1.  | SV Neufahrwasser        | 12  | 7 | 3 | 2  | 040:150 | 2,67  | 17:70  |
| 2.  | SV Schutzpolizei Danzig | 12  | 7 | 2 | 3  | 036:210 | 1,71  | 16:80  |
| 3.  | Danziger SC             | 12  | 7 | 2 | 3  | 045:280 | 1,61  | 16:80  |
| 4.  | BuEV Danzig (M)         | 12  | 6 | 2 | 4  | 026:220 | 1,18  | 14:10  |
| 5.  | TuFC Preußen Danzig     | 12  | 3 | 4 | 5  | 022:290 | 0,76  | 10:14  |
| 6.  | SV Ostmark Danzig       | 12  | 3 | 3 | 6  | 019:270 | 0,70  | 09:15  |
| 7.  | RSV Hansa Danzig (N)    | 12  | 0 | 2 | 10 | 014:600 | 0,23  | 02:22  |

| (M) | Titelverteidiger Kreis Danzig |
| (N) | Aufsteiger                    |

Entscheidungsspiele Platz 2:
| Datum                 |                         | Gesamt |             | Hinspiel  | Rückspiel |
| --------------------- | ----------------------- | ------ | ----------- | --------- | --------- |
| 12./19. Dezember 1926 | SV Schutzpolizei Danzig | 7:6    | Danziger SC | 2:2 n. V. | 5:4       |

## Kreis III Pommern
Erneut wurde in sogenannten Abteilungen gespielt. Dabei bildeten teilweise zwei Bezirke eine Abteilung. Die Abteilungssieger und zusätzlich der Vizemeister Stettins waren für die pommersche Endrunde qualifiziert. Zur kommenden Spielzeit wurden die Abteilungen aufgelöst und jeder Bezirk spielte wieder für sich.

### Abschnitt 1 Bezirk I/II Stolp/Köslin
| Pl. | Verein                 | Sp. | S | U | N | Tore    | Quote | Punkte |
| --- | ---------------------- | --- | - | - | - | ------- | ----- | ------ |
| 1.  | SV Viktoria Stolp      | 8   | 5 | 2 | 1 | 026:120 | 2,17  | 12:40  |
| 2.  | FC Pfeil Lauenburg (N) | 8   | 4 | 1 | 3 | 017:190 | 0,89  | 09:70  |
| 3.  | SV Germania Stolp      | 8   | 3 | 1 | 4 | 022:200 | 1,10  | 07:90  |
| 4.  | SV Preußen Köslin (N)  | 8   | 3 | 0 | 5 | 018:200 | 0,90  | 06:10  |
| 5.  | SV Sturm Lauenburg     | 8   | 3 | 0 | 5 | 008:200 | 0,40  | 06:10  |

| (N) | Aufsteiger |

### Abschnitt 2 Bezirk V Schneidemühl
| Pl. | Verein                             | Sp. | S | U | N | Tore    | Quote | Punkte |
| --- | ---------------------------------- | --- | - | - | - | ------- | ----- | ------ |
| 1.  | FC Viktoria Schneidemühl           | 9   | 8 | 0 | 1 | 026:500 | 5,20  | 16:20  |
| 2.  | SV Deutsch Krone                   | 10  | 6 | 0 | 4 | 022:180 | 1,22  | 12:80  |
| 3.  | FC Germania Schneidemühl (N)       | 10  | 4 | 1 | 5 | 017:160 | 1,06  | 09:11  |
| 4.  | SV Graf Schwerin Deutsch Krone (N) | 9   | 3 | 0 | 6 | 005:290 | 0,17  | 06:12  |
| 5.  | SV Hertha-Erika Schneidemühl a     | 10  | 2 | 1 | 7 | 018:500 | 3,60  | 05:15  |
| 6.  | SC Germania Neustettin (N)         | 10  | 2 | 0 | 8 | 007:280 | 0,25  | 04:16  |

| (N) | Aufsteiger |

### Abschnitt 3 Bezirk III Stettin
Der Bezirk IV Stargard wurde aufgelöst, die Vereine spielten fortan im Bezirk III Stettin. Der Vizemeister Stettins spielte gegen den Sieger der Stettiner Unterliga den zweiten Teilnehmer an der pommerschen Fußballendrunde aus.
| Pl. | Verein                   | Sp. | S | U | N | Tore    | Quote | Punkte |
| --- | ------------------------ | --- | - | - | - | ------- | ----- | ------ |
| 1.  | Stettiner FC Titania (M) | 8   | 7 | 0 | 1 | 020:600 | 3,33  | 14:20  |
| 2.  | Stettiner SC             | 8   | 5 | 0 | 3 | 023:900 | 2,56  | 10:60  |
| 3.  | VfB Stettin              | 8   | 4 | 0 | 4 | 020:190 | 1,05  | 08:80  |
| 4.  | SC Preußen Stettin       | 8   | 4 | 0 | 4 | 018:220 | 0,82  | 08:80  |
| 5.  | SC Blücher Stettin       | 8   | 0 | 0 | 8 | 006:310 | 0,19  | 0:16   |

| (M) | Titelverteidiger Kreis Pommern |
| (N) | Aufsteiger                     |

Entscheidungsspiel zweiter Teilnehmer an der pommerschen Endrunde:
| Datum           |                                             | Ergebnis |                                          | Ort     |
| --------------- | ------------------------------------------- | -------- | ---------------------------------------- | ------- |
| 16. Januar 1927 | Stettiner SC (Zweitplatzierter Stettinliga) | 8:0      | Stargarder SC (Sieger Unterliga Stettin) | Stettin |

### Abschnitt 4 Bezirk VI/VII Vorpommern-Uckermark/Gollnow
Der Bezirk VI Vorpommer-Uckermark spielte in zwei Staffeln, die Staffelsieger traten in einem Finale um die Meisterschaft des Bezirkes an. Dieser Sieger traf dann auf den Meister des Bezirkes VII Gollnow, um den Abschnittssieger zu ermitteln. Aus Terminnot wurde der Pasewalker SC als Sieger des Bezirkes VI gemeldet.

#### Bezirk VI Vorpommern-Uckermark
Abteilung A:
| Pl. | Verein               |
| --- | -------------------- |
| 1.  | MSV Mars Pasewalk    |
| 2.  | SC Ueckermünde       |
| 3.  | VfB Torgelow         |
| 4.  | SC Preußen Strasburg |
| 5.  | SC Eggesin 1923      |

Abteilung B:
| Pl. | Verein               |
| --- | -------------------- |
| 1.  | Pasewalker SC        |
| 2.  | SC Brüssow 1912      |
| 3.  | SC Vorwärts Löcknitz |
| 4.  | FC Göritz            |

Finale Bezirk VI Vorpommern-Uckermark:
| Datum           |                                        | Ergebnis |                                    | Ort      |
| --------------- | -------------------------------------- | -------- | ---------------------------------- | -------- |
| 23. Januar 1927 | MSV Mars Pasewalk (Sieger Abteilung A) | 0:0 b    | Pasewalker SC (Sieger Abteilung B) | Pasewalk |

#### Bezirk VII Gollnow
| Pl. | Verein                   | Sp. | S | U | N | Tore    | Quote | Punkte |
| --- | ------------------------ | --- | - | - | - | ------- | ----- | ------ |
| 1.  | SC Blücher Gollnow       | 8   | 5 | 3 | 0 | 015:700 | 2,14  | 13:30  |
| 2.  | SV 1910 Kolberg c        | 8   | 5 | 1 | 2 | 030:110 | 2,73  | 11:50  |
| 3.  | SV Mackensen Greifenberg | 8   | 5 | 1 | 2 | 024:180 | 1,33  | 11:50  |
| 4.  | SC Treptow 1921          | 8   | 2 | 1 | 5 | 016:320 | 0,50  | 05:11  |
| 5.  | SC Regenwalde 1920 d     | 8   | 0 | 0 | 8 | 002:190 | 0,11  | 0:16   |

| (N) | Aufsteiger |

#### Finale Abschnitt 4
| Datum          |                                        | Ergebnis |                                                                            | Ort     |
| -------------- | -------------------------------------- | -------- | -------------------------------------------------------------------------- | ------- |
| 2. Januar 1927 | SC Blücher Gollnow (Sieger Bezirk VII) | 4:2      | Pasewalker SC (vom Bezirksspielausschuß als Teilnehmer Bezirk VI bestimmt) | Gollnow |

### Endrunde um die pommersche Meisterschaft
Die qualifizierten Mannschaften trafen im K.-o.-System aufeinander, um den pommerschen Fußballmeister zu ermitteln.
Vorrunde:
| Datum                                                      |                                        | Ergebnis |                                               | Ort     |
| ---------------------------------------------------------- | -------------------------------------- | -------- | --------------------------------------------- | ------- |
| 23. Januar 1927                                            | SV Viktoria Stolp (Sieger Abschnitt 1) | 1:3      | Stettiner FC Titania (Sieger Abschnitt 3)     | Stolp   |
| 23. Januar 1927                                            | Stettiner SC (Vizemeister Abschnitt 3) | 5:4      | FC Viktoria Schneidemühl (Sieger Abschnitt 2) | Stettin |
| SC Blücher Gollnow (Sieger Abschnitt 4) hatte ein Freilos. |                                        |          |                                               |         |

Halbfinale
| Datum                           |                    | Ergebnis |                      | Ort     |
| ------------------------------- | ------------------ | -------- | -------------------- | ------- |
| 6. Februar 1927                 | SC Blücher Gollnow | 1:9      | Stettiner FC Titania | Gollnow |
| Stettiner SC hatte ein Freilos. |                    |          |                      |         |

Finale
| Datum            |              | Ergebnis |                      | Ort     |
| ---------------- | ------------ | -------- | -------------------- | ------- |
| 13. Februar 1927 | Stettiner SC | 3:1      | Stettiner FC Titania | Stettin |

## Endrunde um die baltische Fußballmeisterschaft
Die Endrunde um die baltische Fußballmeisterschaft wurde in der Saison 1926/27 im Rundenturnier ausgetragen. Neben den Meistern der drei Bezirke waren ebenfalls die Vizemeister qualifiziert. Am Ende setzte sich der FC Titania Stettin mit vier Siegen und einem Unentschieden durch und wurde zum zweiten Mal baltischer Fußballmeister. Mit diesem Sieg durchbrach Stettin ebenfalls die Siegesserie des VfB Königsberg, der die baltische Meisterschaft zuvor sechsmal in Folge gewinnen konnte. Vizemeister wurde der VfB Königsberg und durfte somit ebenfalls an der deutschen Fußballmeisterschaft 1926/27 teilnehmen.

### Kreuztabelle
| 1927                          | Stettiner FC Titania | VfB Königsberg | Stettiner SC | SV Schutzpolizei Danzig | SV Prussia Samland Königsberg | SV Neufahrwasser |
| ----------------------------- | -------------------- | -------------- | ------------ | ----------------------- | ----------------------------- | ---------------- |
| Stettiner FC Titania          |                      | 1:0            |              |                         |                               | 3:0              |
| VfB Königsberg                |                      |                | 9:1          | 7:0                     |                               |                  |
| Stettiner SC                  | 1:2                  |                |              | 7:0                     | 3:2                           |                  |
| SV Schutzpolizei Danzig       | 1:3                  |                |              |                         | 4:1                           | 8:1              |
| SV Prussia-Samland Königsberg | 1:1                  | 1:4            |              |                         |                               | 3:1              |
| SV Neufahrwasser              |                      | 1:3            | 3:7          |                         |                               |                  |

### Abschlusstabelle
| Pl. | Verein                                                         | Sp. | S | U | N | Tore    | Quote | Punkte |
| --- | -------------------------------------------------------------- | --- | - | - | - | ------- | ----- | ------ |
| 1.  | Stettiner FC Titania (Vizemeister Kreis III Pommern)           | 5   | 4 | 1 | 0 | 010:300 | 3,33  | 09:10  |
| 2.  | VfB Königsberg (Sieger Kreis I Ostpreußen)                     | 5   | 4 | 0 | 1 | 023:400 | 5,75  | 08:20  |
| 3.  | Stettiner SC (Sieger Kreis III Pommern)                        | 5   | 3 | 0 | 2 | 019:160 | 1,19  | 06:40  |
| 4.  | SV Schutzpolizei Danzig (Vizemeister Kreis II Danzig)          | 5   | 2 | 0 | 3 | 013:190 | 0,68  | 04:60  |
| 5.  | SV Prussia-Samland Königsberg (Vizemeister Kreis I Ostpreußen) | 5   | 1 | 1 | 3 | 008:130 | 0,62  | 03:70  |
| 6.  | SV Neufahrwasser (Sieger Kreis II Danzig)                      | 5   | 0 | 0 | 5 | 006:240 | 0,25  | 0:10   |